# Alexandre Braud
Pour les articles homonymes, voir Braud.
Alexandre Braud (né le 16 décembre 1872 à Saint-Nicolas-de-Redon, en France et mort le 22 juin 1939 à Québec, au Canada) est un prêtre eudiste canadien. Il est surtout connu pour sa pièce de théâtre Subercase, présentée en 1902 au Collège Sainte-Anne, en Nouvelle-Écosse, faisant de lui l'une des premières personnalités marquantes du théâtre acadien. Il est supérieur du même collège de 1917 à 1922.

## Biographie
Alexandre Braud naît le 16 décembre 1872 à Saint-Nicolas-de-Redon, près de Nantes, en France. Il est envoyé au Canada en 1892 et il étudie la théologie au Collège Sainte-Anne – actuellement l'Université Sainte-Anne – à Pointe-de-l'Église, en Nouvelle-Écosse ; le collège est alors sous la responsabilité des Eudistes. Alexandre Braud est ordonné prêtre à Halifax le 1er septembre 1895. Il enseigne durant plusieurs années la rhétorique au Collège Sainte-Anne. Il enseigne ensuite au Collège Sacré-Cœur de Caraquet, au Nouveau-Brunswick, avant de devenir supérieur du Collège Sainte-Anne en 1917. Il est ensuite missionnaire à l'île d'Anticosti, au Québec, de 1922 à 1929. Il est enfin prêtre à Montréal et ensuite à Québec, où il meurt le 22 juin 1939.

## Publications et théâtre
Alexandre Braud publie de 1898 à 1901 des articles sur les Acadiens de la Baie-Sainte-Marie – la région où se trouve le Collège Sainte-Anne – dans la revue eudiste Le Saint-cœur de Marie. Il laisse un manuscrit de 55 pages sur le supériorat du père Blanche au collège.
Lors de son passage à Pointe-de-l'Église, il se joint à la Société littéraire Saint-Joseph, fondée au collège en 1893. Il y produit la première pièce de théâtre importante, un drame en trois actes et en vers intitulé Les derniers martyrs du Colisée, présentée en 1898 en l'honneur du père Le Doré, supérieur des Eudistes. Son œuvre la plus connue reste la pièce Subercase, présentée le 20 avril 1902. Ce drame historique en vers alexandrins décrit le courage des Acadiens de Port-Royal dans la défense de leur ville, où Daniel d'Auger de Subercase fut le dernier gouverneur de l'Acadie, en 1710.